# 香港達德學院
香港達德學院（英語：Ta Teh Institute），是1940年代末中國共產黨廣東區委在英屬香港建立的大專院校，由周恩來和董必武指導創辦，校名取自《禮記·中庸》：「智、仁、勇三者，天下之達德也。」經英屬香港政府教育司批准下立案招生，於1946年10月10日開學。由於該校專門教導學生共产主义及社会活动的知識、從事共产主义活动，因此至1949年2月23日被政府撤銷註冊資格，充公校园，前後辦學只有兩年多。
校舍為抗日名將蔡廷鍇將軍的芳園別墅，芳園於第二次世界大戰時期曾借予廣東的國民大學作臨時校舍。校舍本部為一座二層高灰色洋樓，底層為辦公室、閱覽室和醫務室，二樓為校長辦公室、大會場和教室。校舍背靠山坡面對青山灣，內有草地涼亭。現校舍原本的建築現只剩下其本部大樓，現稱馬禮遜樓，為香港法定古蹟之一。

## 歷史

### 創建
1945年中，董必武到美国参加旧金山会议时，曾邀陈其瑗（原广州国民大学校长）回国办教育。
1946年夏，周恩来在南京接见廖承志、连贯，就民主人士及文化教育界人士转移到香港的问题作出指示。当时一些民主人士也向中共广东区党委提议在香港创办大学，获方方、尹林平、连贯、饶彰风等人支持。广东区党委乃决定由民主人士出面创办达德学院，陈其瑗任院长，李济深、彭泽民、蔡廷锴、丘哲、张文、陈汝棠、陈其瑗、李章达、李伯球、丘克輝等23人组成董事会，李济深任董事会主席，杨伯恺任秘书长。蔡廷锴将位于九龙青山湾的泷江别墅提供给达德学院作为宿舍。
1946年10月10日，达德学院成立。按高等院校本科的要求，学院设置政治、经济、文哲3个系。1947年秋，增设新闻专修班、预备班(后改称先修班)。学生主要来自南方各省，海外华侨子弟占10%，先后三届共招生700余人，加上旁听生、预备班，全院学生近千人。
中共各地方组织也陆续在达德学院建立了垂直领导的党组织，包括由广东区党委直接领导的支部，属香港城委领导的支部，属广西省工委领导的广西支部，属粤桂湘边的西江支部，属粤赣湘边的兴梅支部，各支部党员合计50多人。此外还有来自中南其他地区及华东等地的中共秘密党员和单线联系党员20余人。学院的中共党员教师成立党小组，张铁生任组长。1948年1月，香港分局决定成立达德学院学生总支委员会，吴克明任书记。1947年10月起大批学生加入了新民主主义青年同志会，后全部转为新民主义青年团团员。1948年年底，学院内青年团员共达180余人，学生党员80余人。两年半里，达德学院先后培养700名学生，其中有13名学生在第二次国共内战中阵亡。
起初达德盟员未能建立区分部组织，与港九支部很少联系。刘乐扬在香港达德学院任教后，即受民盟港九支部（主委为冯裕芳，主任秘书为高天）委托，以特派员名义整理达德学院民盟组织，指导盟务，相机建立达德学院“民盟区分部”。1948年1月，民盟在香港召开一届三中全会，宣布“与中国共产党密切合作”。随即决定在湖南建立民盟组织，并委托张兆麟（刘乐扬）负责筹备，刘因有任务在身，未能回湘。
刘乐扬在香港达德学院所教授的课程《中国土地改革问题》，其课程讲义经当时在新华社香港分社负责人廖沫沙和《华商报》负责人高天推荐给香港的新民主出版社，于1948年2月以作者“孟南”的笔名出版。
1949年初，院长陈其瑗、教授邓初民秘密北上解放区参加新政协筹备工作。由杨东莼任代院长。

### 撤銷及後續
1949年2月23日，港英政府下令撤销注册，解散学院。1949年2月下旬，中共中央香港分局开会讨论停办的善后工作，方方、连贯、潘汉年、夏衍、乔冠华、苏惠、饶彰风、黄焕秋及达德学院代院长杨东莼等人出席。
建国之后，文革爆發，達德師生遭逢劫难。
達德學院的師生在新中國建立的初期都能學以致用，在不同的崗位上一展所長。不過，數年後全國上下都捲入無休止的社會運動和政治鬥爭的漩渦之中，達德師生隨即成為了「左」政策的犧牲者。
達德師生的不幸遭遇也許是他們作為達德師生的一種必然。達德師生的共同特點是執着地信仰馬克思主義，並且堅決擁護民主教育、思想自由、學術自由的辦學理念。達德學院這種辦學理念與建國後「左」的政治思想路線截然相反。因此，達德師生在反右，特別是「文化大革命」的政治鬥爭中受到打擊也就不足為怪。在反右鬥爭中，達德學院四位系主任中有沈志遠、黃藥眠、陸詒三位被打成了「右派分子」。民盟中著名的「六教授」右派之中，黃葯眠、曾昭掄、陶大鏞就是達德學院的教授。達德教師被打成右派分子的還有鍾敬文、宋雲彬、楊逸棠、梁若塵、林倫彥、葉啓芳等。當然，達德學院也有不少學生被打成「右派分子」。
如果反右是達德師生遭遇不幸的開始，那麼1966年席捲全國的「文化大革命」就是所有達德師生的夢魘。在極左思潮肆虐的瘋狂日子裡，幾乎所有達德師生都受到了各種各樣無辜的打擊和迫害；有的受害學生坐了整整19年的冤獄。

## 達德辦學理念
達德是間最新型的民主大學。民主是發展學校的基本動力，沒有民主也沒有進步。

## 教育方針
1. 廣義的愛國教育
2. 和平的民主教育
3. 進步的科學教育
4. 人本的自由教育
5. 集體的互助教育

## 部分教授/客席教授
| - 陳其瑗 - 楊東蒓 - 陳此生 - 朱智賢 - 楊伯愷 - 沈志遠 - 杜國庠 - 鄧初民 | - 陸詒 - 張明生 - 臧克家 - 葉聖陶 - 歐陽予倩 - 何香凝 - 喬冠華 - 茅盾 | - 曹禺 - 郭沫若 - 侯外廬 - 千家駒 - 鍾敬文 - 黃藥眠 - 趙鐸 |

## 外部連結
- 達德學院的詩人們／陳智德[永久]